# مسجد ناصری (بندر عباس)
 مسجد ناصری  (بندرعباس) واقع در شهر بندرعباس در بخش مرکزی از توابع شهرستان بندرعباس در استان هرمزگان و یکی از نقاط دیدنی استان هرمزگان در جنوب ایران است.
این مسجد در سال ۱۳۰۴ شمسی توسط محمد علی ناصری حیدرآبادی بنا شده‌است. سبک بنای مسجد از معماری سنتی جنوب ایران بهره جسته و سقف آن از چوبم مخصوصی به نام صندل یا (چندل) که از هندوستان آورده می‌شد، ساخته شده‌است.
این مسجد دارای تزیینات گچبری ارزنده‌ای است و قدمت آن به دوره قاجاریه می‌رسد. 